# فوعة (مرضيات)
الفَوْعَة (بالإنجليزية: Virulence) تصف السِمة المؤذية والضارة للجراثيم ومدى خبثها، وتصف قدرة الجراثيم في إحداث المرض. وتتحدد الفوعة بعدد الجراثيم وطريق دخولها إلى الجسم وبآليات دفاع الجسم وبالخصائص الداخلية التي تمتلكها الجراثيم والتي تُدعى بعوامل الضراوة.
في سياق كتاب نظام الجينات الذي يتحدث غالبًا عن النباتات، تشير الفوعة إلى قدرة العامل المُمرض على إصابة مضيفٍ مقاوم. تشير الفوعة معظم السياقات الأخرى، وخاصةً في الأنظمة الحيوانية، إلى درجة الضرر الذي يسببه الميكروب لمضيفه. تُحدد قدرة الكائن الحي على إحداث المرض بواسطة عوامل الضراوة). يمكن أن تصف عوامل الضراوة إما شدة المرض أو العدوى الممرضة. اشتُق الاسم من كلمة virulent الكلمة اللاتينية virulentus، والتي تعني «جرح مسموم» أو «السم الكامل».
في سياق علم البيئة، يمكن تعريف الفوعة على أنها خسارة الصلاحية التي يسببها الطفيل للمُضيف. يمكن فهم الفوعة من حيث الأسباب القريبة - تلك السمات المحددة للمسببات المرضية التي تساعد على إضعاف المضيف - والأسباب النهائية - الضغوط التطورية التي تؤدي إلى صفات خبيثة تحدث في سلالة مرضية.

## حدة بكتيريا
تم وصف قدرة البكتيريا على الإصابة بالأمراض من حيث عدد البكتيريا المسببة للعدوى، وطريقة دخولها إلى الجسم، وآثار آليات الدفاع المضيفة، والخصائص الجوهرية للبكتيريا التي تُسمى بعوامل الضراوة. تُسمى العديد من عوامل الضراوة ببروتينات المستجيبات التي يتم حقنها في الخلايا المضيفة بواسطة آلياتت إفرازية خاصة مثل النظام الإفرازي الثالث في البكتيريا. غالبًا ما تكون الآلية التي يتسبب بها الممراض في إحداث المرض بالمُضيف مهمةً لأن المضيف يمكن أن يستجيب بشكل كبير للعدوى بالنتيجة التي تؤدي بها آليات الدفاع المضيفة إلى الإضرار بأنسجة المضيف أثناء مواجهة العدوى.
تتكون عوامل الضراوة للبكتيريا عادةً من بروتينات أو جزيئات أخرى يتم توليفها بواسطة الإنزيمات. يُرمز إلى تلك البروتينات من قِبَل الجينات في الحمض النووي الكروموسومي للبكتيريا أو البلازميدات. تستخدم بعض البكتيريا في ذلك عناصر وراثية متحركة وآلية نقل الجينات الأفقي. لذلك اقتُرحت استراتيجيات لمكافحة بعض أنواع العدوى البكتيرية عن طريق استهداف عوامل الضراوة المُحددة والعناصر الوراثية المتنقلة. تستخدم البكتيريا استشعار النّصاب لمزامنة إطلاق الجزيئات. تعتبر كل تلك الآليات السابقة أسباب مباشرة لإحداث المرض بالمُضيف.

### الطرق التي تسبب البكتيريا المرض

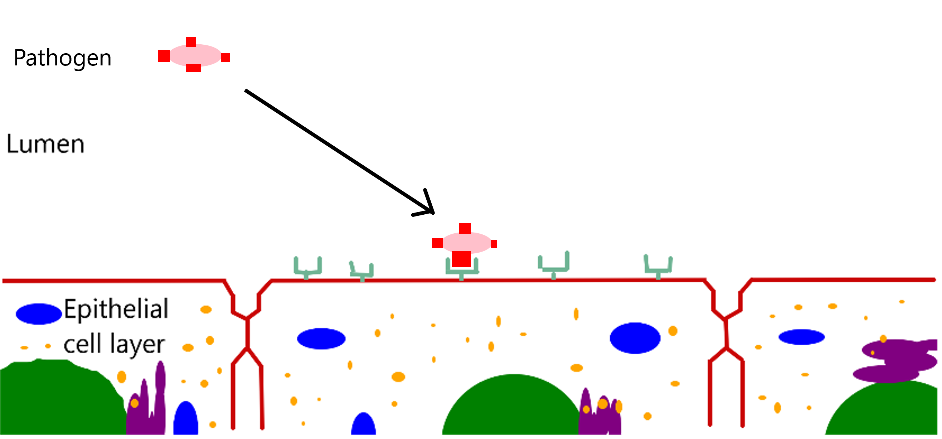
الالتصاق

- الالتصاقالالتصاق. يجب أن ترتبط العديد من البكتيريا أولاً بأسطح خلايا الجسد المُضيف. وقد تم تحديد العديد من الجزيئات البكتيرية والمستضيفة التي تشارك في التصاق البكتيريا إلى الخلايا المضيفة. في كثير من الأحيان، تعتبر مستقبلات الخلية المضيفة للبكتيريا بروتينات أساسية تؤدي وظائف أخرى. ونظرًا لوجود البطانة المخاطية والمواد المضادة للميكروبات حول بعض الخلايا المضيفة، يصعب على بعض مسببات المرض المعينة الالتصاق بالمُضيف بصورة مباشرة.

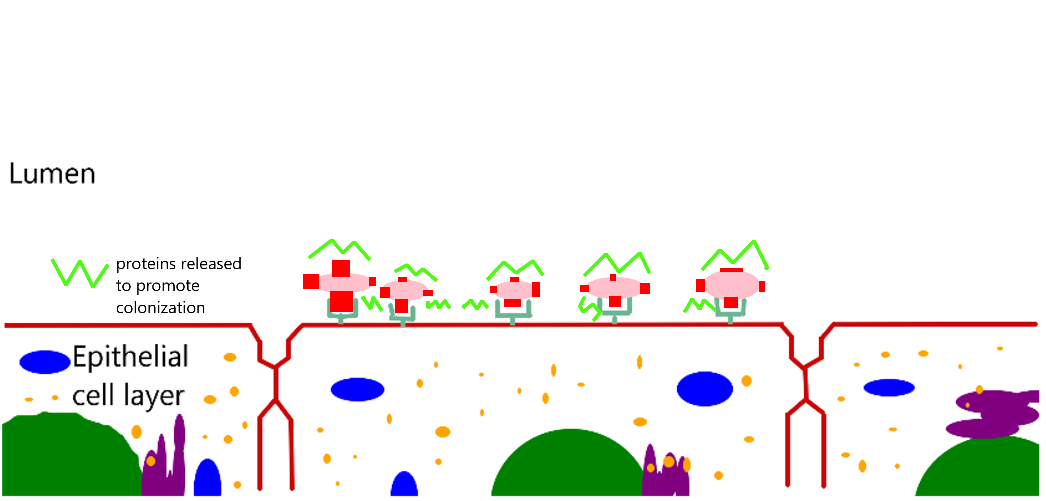
الاستعمار

- الاستعمارالاستعمار. تنتج بعض البكتيريا الخبيثة بروتينات خاصة تسمح لها باستعمار أجزاء من الجسم المضيف. تتمتع الملوية البوابية بقدرتها على البقاء في البيئة الحمضية للمعدة البشرية عن طريق إنتاج إنزيم يورياز. يمكن أن يؤدي استعمار تلك البكتيريا لبطانة المعدة إلى قرحة المعدة وقد يتطور الأمر إلى السرطان. تميل ضراوة سلالات مختلفة من الملوية البوابية إلى الارتباط بمستوى إنتاج إنزيم اليورياز.

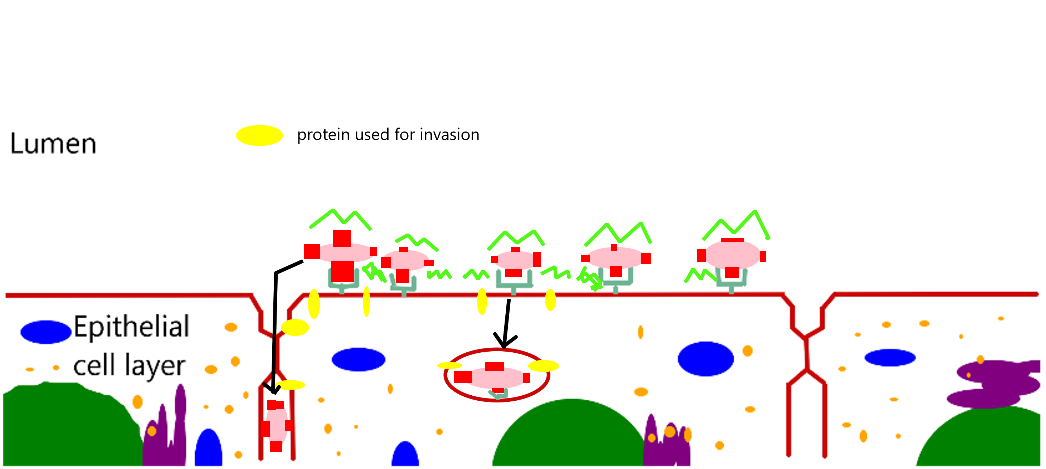
الغزو

- الغزوالغزو. تنتج بعض البكتيريا الخبيثة بروتينات تؤدي إما إلى تعطيل أغشية الخلية المضيفة أو تحفز إدخالها الخلوي أو تشربها الخلوي في الخلايا المضيفة. تسمح عوامل الضراوة تلك للبكتيريا بالدخول إلى الخلايا المضيفة وتسهل دخول الجسم عبر طبقات الأنسجة الطلائية على سطح الجسم.
- مثبطات الاستجابة المناعية. تنتج العديد من البكتيريا عوامل ضراوة تثبط دفاعات نظام المناعة لدى المضيف. فعلى سبيل المثال، تتمثل الإستراتيجية الجرثومية الشائعة في الغزو في إنتاج بروتينات تربط الأجسام المُضادة للجسم المضيف مما يُثبط من عملها. كما تمنع كبسولة عديد السكاريد للمكورات الرئوية بلعمة البكتيريا بواسطة الخلايا المناعية المضيفة.
- السموم. تعتمد العديد من عوامل ضراوة البكتيريا على بروتينات تصنعها تسمم الخلايا المضيفة وتسبب تلف الأنسجة. فعلى سبيل المثال، تحدث العديد من حلات التسمم الغذائي بسبب بعض السموم التي تنتجها البكتيريا، والتي من شأنها تلويث الأطعمة البشرية. يمكن لبعض تلك الأنواع أن تعي لفترات طويلة بالأطعمة المختلفة حتى بعد الطهي وتسبب المرض عند استهلاك تلك الأغذية الملوثة. يمكن التخلص من بعض السموم البكتيرية عن طريق حرارة الطهي.

## ضراوة الفيروسات
تسمح عوامل الضراوة بالفيروسات بتعديل دفاعات المُضيف، والسماح لها بالانتشار داخل العائل، وتسمم الخلايا المُضيفة.
كما تحدد عوامل الضراوة حدوث العدوى الفيروسية من عدمها، ومدى شدة أعراض المرض الفيروسي الناتج. تتطلب الفيروسات في كثير من الأحيان وجود بروتينات مستقبلية على الخلايا المُضيفة التي ترتبط بها على وجه التحديد. وعادةً ما تتسبب بروتينات الخلية المضيفة بالإدخال الخلوي الفيروس المرتبط بالخلية المُضيفة. تمتلك الفيروسات الضارية فيروس العوز المناعي البشري الضي يسبب الإيدز آليات لتفادي الدفاعات المضيفة. يصيب فيروس نقص المناعة البشرية خلايا تي المساعدة، التي تؤدي إلى تقليل الاستجابة المناعية التكيفية للمضيف وتؤدي في النهاية إلى حالة ضعف المناعة. وينتج الموت من العدوى الانتهازية الثانوية إلى تعطيل الجهاز المناعي الناجم عن الإيدز. تمنح بعض عوامل الضراوة الفيروسية القدرة على التكاثر أثناء الاستجابات الدفاعية للمضيف مثل الحمى التي يسببها الفيروس. يمكن أن توجد العديد من الفيروسات داخل مضيف لفترات طويلة يتم خلالها حدوث ضرر بسيط. كما يمكن أن تتطور السلالات الخبيثة في نهاية المطاف عن طريق الطفرة والانتخاب الطبيعي ضمن مجموعة الفيروس داخل العائل. يستخدم المصطلح فيروس موجه للعصب للفيروسات والتي يمكن أن تغزو الجهاز العصبي وتسبب المرض هناك مثل داء الكلب والهربس البسيط.
تشمل الكائنات النموذجية التي تمت دراستها على نطاق واسع من الفيروسات الخبيثة فيروس عاثية الأمعاء T4 وغيرها من البكتيريا التي تصيب الخلايا التائية مثل الإشريكية القولونية وعدد من البكتيريا المتصلة.

## التطور
وفقاً للطب التطوري، تزيد الفوعة المثلى مع الانتقال الأفقي للمرض بين غير الأقارب، بينما يقل الانتقال العمودي للأمراض من الآباء إلى الأبناء. ويرجع ذلك إلى أن لياقة المضيف ترتبط باللياقة البدنية في الانتقال العمودي ولكنها غير مرتبطة في النقل الأفقي.